# David Sheiner
David Sheiner (* 13. Januar 1928 in New York City) ist ein ehemaliger US-amerikanischer Schauspieler.

## Leben und Karriere
David Sheiner begann seine Schauspielkarriere in den 1950er-Jahren, unter anderem mit einem Auftritt in der Broadway-Komödie Will Success Spoil Rock Hunter? zwischen 1955 und 1956. Schon 1952 hatte er mit einem Gastauftritt in der Serie Tom Corbett, Space Cadet einen ersten Auftritt im damals jungen US-Fernsehen. Doch erst mit Beginn der 1960er-Jahre nahm seine Karriere hier Fahrt auf, in den folgenden Jahrzehnten spielte er Gastrollen sowie wiederkehrende Nebenrollen in zahlreichen populären Serien wie The Twilight Zone, Kobra, übernehmen Sie, Bonanza, Hawaii Fünf-Null, Columbo, Quincy und Mord ist ihr Hobby. Oft verkörperte er dabei seriös wirkende Figuren wie Anwälte, Offiziere, Beamte oder Ärzte.
Ab Ende der 1950er-Jahre trat Sheiner auch in einigen Kinofilmen als Nebendarsteller in Erscheinung, so beispielsweise im Bibelfilm Die größte Geschichte aller Zeiten (1965) als Apostel Jakobus der Ältere sowie an der Seite von Jackie Chan im Actionfilm Die große Keilerei (1980). Seine wahrscheinlich bekannteste Filmrolle übernahm er als Kartenspieler Roy in der Komödie Ein seltsames Paar (1968) an der Seite von Jack Lemmon und Walter Matthau. Von den sechs Darstellern der Kartenrunde in diesem Film ist Sheiner heute der einzige Überlebende.
Gegen Ende der 1980er-Jahre zog sich David Sheiner aus dem Film- und Fernsehgeschäft zurück. Er ist seit 1968 mit der Drehbuchautorin Mary-David Sheiner verheiratet und hat mit ihr zwei Kinder.

## Filmografie (Auswahl)
Kino
- 1958: The Mugger
- 1965: Die größte Geschichte aller Zeiten (The Greatest Story Ever Told)
- 1968: Ein seltsames Paar (The Odd Couple)
- 1968: Sein Name war Gannon (A Man Called Gannon)
- 1969: Indianapolis (Winning)
- 1970: Zehn Stunden Zeit für Virgil Tibbs (They Call Me Mister Tibbs!)
- 1973: Ein Mann geht über Leichen (The Stone Killer)
- 1980: The Gong Show Movie
- 1980: Die große Keilerei (The Big Brawl)
- 1983: Das fliegende Auge (Blue Thunder)

Fernsehen
- 1952: Tom Corbett, Space Cadet (1 Folge)
- 1959: Perry Mason (1 Folge)
- 1962: Preston & Preston (The Defenders; 1 Folge)
- 1962: Kein Fall für FBI (The Detectives; 1 Folge)
- 1963: The Twilight Zone (1 Folge)
- 1964: Gauner gegen Gauner (The Rogues; 1 Folge)
- 1964–1966: Auf der Flucht (The Fugitive; 4 Folgen)
- 1965/1966: Die Seaview – In geheimer Mission (Voyage to the Bottom of the Sea; 2 Folgen)
- 1965–1966: Solo für O.N.K.E.L. (Solo for U.N.C.L.E.; 5 Folgen)
- 1966–1967: Big Valley (4 Folgen)
- 1967–1971: Kobra, übernehmen Sie (Mission: Impossible; 6 Folgen)
- 1968: Der Chef (Ironside; 2 Folgen)
- 1969: Hawaii Fünf-Null (Hawaii Five-O; 2 Folgen)
- 1970: Die Leute von der Shiloh Ranch (The Virginian; 1 Folge)
- 1970/1971: Mannix (2 Folgen)
- 1971: Rauchende Colts (Gunsmoke; 2 Folgen)
- 1971: Bonanza (Folge The Rattlesnake Brigade)
- 1972: Cannon (Folge The Predators)
- 1973: Diana (7 Folgen)
- 1974: Columbo: Momentaufnahme für die Ewigkeit (Negative Reaction)
- 1974: Planet der Affen (Planet of the Apes; Folge The Cure)
- 1976: Die Zwei mit dem Dreh (Switch; 1 Folge)
- 1976: Baretta (1 Folge)
- 1976: Unternehmen Entebbe (Victory at Entebbe; Fernsehfilm)
- 1977–1978: Der Sechs-Millionen-Dollar-Mann (The Six Million Dollar Man; 3 Folgen)
- 1978: The Amazing Spider-Man (1 Folge)
- 1979–1981: Vegas (3 Folgen)
- 1979–1983: Quincy (3 Folgen)
- 1982–1985: Ein Colt für alle Fälle (The Fall Guy; 3 Folgen)
- 1984: Matt Houston (1 Folge)
- 1985/1988: Mord ist ihr Hobby (Murder, She Wrote; 2 Folgen)
- 1987: Alamo – 13 Tage bis zum Sieg (The Alamo: Thirteen Days to Glory; Fernsehfilm)